# Nyctemera consobrina
Nyctemera consobrina là một loài bướm đêm thuộc phân họ Arctiinae, họ Erebidae.